# فرانکو کوموتی
جانفرانکو «فرانکو» کوموتی (ایتالیایی: Gianfranco "Franco" Comotti؛ زادهٔ ۲۴ ژوئیهٔ ۱۹۰۶ در برشا، لمباردی، درگذشتهٔ ۱۰ مهٔ ۱۹۶۳) رانندهٔ مسابقات اتومبیل‌رانی اهل ایتالیا بود که در فصل ۱۹۵۰، و دوباره در فصل ۱۹۵۲ در مجموع در دو گراند پری از مسابقات جهانی فرمول یک شرکت کرد، اما موفق به کسب هیچ امتیازی نشد.
کوموتی در برشا به دنیا آمد، اما در برگامو بزرگ شد. او تمام عمر خود را در تجارت نفت کار کرد. در سال 1932 با آنا ماریا پدوزی (1912–1979) که یکی از بهترین رانندگان زن ایتالیا بود، ازدواج کرد.
کوموتی در ۱۰ مهٔ ۱۹۶۳ درگذشت.